# Arctosa leaeniformis
Arctosa leaeniformis là một loài nhện trong họ Lycosidae.
Loài này thuộc chi Arctosa. Arctosa leaeniformis được Eugène Simon miêu tả năm 1910.